# 维吾尔族文化促进会
维吾尔族文化促进会（简称：维文会）是二十世纪三四十年代盛世才治疆时期建立的9个文化促进会之中规模最大的文化促进会。

## 维文会的建立
在杨增新治疆时期采取的愚民政策使得新疆地区的文化教育发展相对落后，发展缓慢。金树仁时期，在教育、文化方面进行了改革，但由于其处理哈密暴动的失误，改革没有得到彻底执行便夭折。1934年8月1日，盛世才政府执政后，新疆民众反帝联合会正式成立，“实现各民族文化之自由发展”是该组织宗旨之一。在其宗旨的指导下，1934年8月5日，维文会正式成立。根据《新疆维吾尔文化促进会章程》，该会是发展一切文化、帮助教育部门发展教育的团体。

## 组织结构及资金来源
维文会成立后前后由反帝会、新疆文化协会、再次由反帝会、文化运动委员会领导，1950年并入新疆保卫和平民主同盟。各级维文会由上至下分别为总会、分会、县分会、支部。1936年，维文会共1总会设在迪化、8个区分会分别是迪化区、焉耆区、阿克苏区、喀什区、伊犁区、塔城区、阿尔泰区、哈密区以及42个县分会。1943年，扩充了2个区分别是和田区和莎车区。县分会扩充至54个。维文会下设会长办公室、秘书室、财务科、宗教财产管理科、监察科、学校科、宣传科、艺术科、出版科等9部门，1936年，各分会共有668名职工，1.6万会员。维文会主要资金来源由会员会费、维文会的贸易活动、公共产业租金及社会捐款和征收宗教税比如“乌守尔”、“天课”。

## 任务与工作

### 教育方面
1936年，维文会在全疆范围内建立小学共1736所，中学3所，民众学校115所，学生共近13万人。1938年，维文会会立小学1800余所，是省立小学的4倍多，学生则有10万余人，是省立小学的2倍有余。1943年，除去塔城地区与阿山道未统计外，维文会在新疆其他地区共有会立小学1275处，学生18万余人，会立民众学校1455所，学生13.6万余人。中后期开始，由于资金短缺等问题，会立学校逐步转为公立学校。其中部分学校在2010年仍然在招生办学。学校主要课程除了维文、地理、卫生、历史、国语等科目外，1943年增加了宗教课程。维文会从1935年起创建许多孤儿学校以救助无依无靠之孤儿求学，在南疆这类的的孤贫学校逐步改为职业学校。随着学校规模的变大，会立学校面临着师资不足等状况的发生，为了解决这个问题，维文会曾举办了师范训练班10个。

### 艺术文化方面
维文会在全疆各地建立艺术团以整理收集维吾尔的文化艺术遗产，截止1944年上半年，共计建设俱乐部80处，娱乐场所32处，共培养文艺工作者近2万人。1937年，哈密维文会的文工团先后排演话剧《蕴情姆》、《再乃甫遭诽谤》，歌剧《艾里甫与赛乃姆》、《热比亚与赛丁》、鲁特甫拉·穆塔里甫创作的话剧《上海之夜》、《战斗中的儿女》等。1940年，话剧《战斗吧，祖国》由赵丹的倡导在迪化市维文会的文化俱乐部上演。在抗战时期，维文会将《义勇军进行曲》、《大刀进行曲》，苏联歌曲《假如明天战争》、《在边境线上》等抗日歌曲翻译成位于歌词或重新填写为抗日歌曲在全疆传唱。除此之外，电影艺术得到了发展，诸如《区委书记（电影）》、《锄奸记》、《玛丽黛》等影片多次在各地进行排片。

### 新闻传播
1935年，维文会与新疆省政府合办《新疆维吾尔报》，后与《天山日报》合并为《新疆日报》。1940年，《新疆日报》全年印制近100份。1934年，由塔城维文会成员创办的维语报纸《塔城之声》被政府接管改名为《新疆日报·塔城版》。1934年，喀什维文会创办了《新生活报》，后改名为《喀什新疆日报》以及《觉醒报》。除了报纸，维吾尔文刊物也在维文会的支持下得以发展，诸如维文刊物《新疆》以及分别由喀什维文会、塔城维文会、阿克苏维文会、焉耆维文会、库尔勒维文会和尉犁县维文会分《新声》、《我们的呼声》、《阿克苏通讯》、《星》、《萌芽》和《塔克拉玛干》。1949年，维文会创建了一份《真理》报，这是维文会创建的最后一份报纸。

## 维文会与东突厥斯坦独立运动
1947年起，一些地区的维文会开始进行东突厥斯坦独立的宣传。4月15日，和阗区行政督察专员郝登榜发现并查处了因对东突厥斯坦独立运动进行宣传的且末县维文会出版的报纸。麦斯武德上任后，泛突厥主义及泛伊斯兰主义通过一些地区的维文会得以传播。

## 阿克苏维文分会
1934年，阿克苏维文分会在尼牙孜·莎日皮的领导下成立。隶属于阿克苏地区的柯坪县、乌什县、沙雅县、库车县、拜城县等县先后纷纷成立县分会。阿克苏区分会第一任会长为阿布拉·大毛拉。1936年至1939年阿克苏维文会主席为达尼西大毛拉·阿吉，1942年主席为托合提·阿西木等。1946年主席再次由达尼西大毛拉·阿吉担任。阿克苏区分会在当地教育方面做出了极大贡献。1934年，温宿县维文会将5所私人小学转为会立小学并新办16所学校。1936年，拜城县会立学校有12所、柯坪县有会立学校9所、乌恰县会立、私立学校36所、新和县新建会立学校19所。到了1943年，阿克苏地区共有会立学校241所，学生1.3万余人。后来会立学校逐渐公立。